# 下竹圍
下竹圍，是臺灣嘉義縣朴子市的一個傳統地域名稱，位於該市中部略偏北，並延伸至東部邊界地帶。相較於今日行政區，其範圍大致包括竹圍里不含西北部、文化里東半葉的南半部、平和里西南部、大鄉里西南端、大葛里南部邊界地帶的西半段、佳禾里北半部、新寮里不含西端、崁前里北部東側凸出部分。

## 歷史
台灣日治初期，下竹圍地區為一街庄（舊制街庄），稱為「下竹圍庄」，隸屬於大槺榔西堡。該庄北與樸仔腳街為鄰，東北與大槺榔庄為鄰，東南與馬稠後庄、新庄為鄰，南邊為鴨母藔庄、崁前庄，西邊為崁後庄、𧃽菜埔庄。
1901年（日治明治三十四年）11月11日，全台設置二十廳，該庄隸屬於嘉義廳。1904年（明治三十七年）2月20日，該庄編入「大槺榔區」，隸屬於嘉義廳。1905年（明治三十八年）7月1日，各區管轄區域調整，該庄改隸屬於嘉義廳的「樸仔腳區」。1909年（明治四十二年）10月25日，全台整併二十廳為十二廳，該庄仍隸屬於嘉義廳。1910年（明治四十三年）1月18日，公告各區管轄區域，該庄仍隸屬於嘉義廳的「樸仔腳區」。
1920年（大正九年）10月1日，全台廢十二廳改設五州二廳，該庄改制為「下竹圍」大字，隸屬於臺南州東石郡朴子街（新制街庄）。
戰後朴子街改制為朴子鎮，隸屬於臺南縣，大字亦改制為里。1950年（民國39年）10月25日，雲、嘉、南分治，朴子鎮改隸屬於嘉義縣。1992年（民國81年）9月10日，朴子鎮升格為縣轄市朴子市。

## 聚落
本地區發展較早的聚落有下竹圍、新藔、同安藔、苦瓜藔、荷苞嶼等，在日治期初期的官方地圖上已有記載。目前本地區北部已發展成為朴子市區的一部分。

## 交通
省道台82線又稱「東西向快速公路－東石嘉義線」，經過本地區中部略偏南地帶，並在省道台19線交會處設有朴子交流道。由此可快速前往台82線沿線各地，或連接國道1號、國道3號。
省道台19線又稱「中央公路」，是彰化至台南永康的幹道，經過本地區下竹圍聚落西側。由該道路北行可前往朴子市朴子市區、六腳鄉、雲林縣北港鎮、元長鄉、襃忠鄉等地；南行可前往義竹鄉、臺南市鹽水區、學甲區、佳里區等地。
縣道167號是朴子至麻魚寮（實際終點為後潭）的道路，經過本地區東北部邊界地帶及東部凸出部分的頸部。由該道路（大方向）西行可前往朴子市區，並止於縣道157號、縣道168號共線路口，東行可前往鹿草鄉、太保市的後潭，並止於縣道168號路口。
鄉道嘉45-1線是朴子永和至鹿草馬稠後的道路，也是省道台82線（東西向快速公路－東石嘉義線）的平面側車道。
鄉道嘉47線是潭墘橋至苦瓜寮的道路。
鄉道嘉47-1線是新吉庄至大槺榔的道路。

## 學校
- 朴子國中
- 大同國小

## 廟宇
- 朴子鎮安宮（王爺廟）

## 公共設施
- 朴子運動公園
  - 嘉義縣立體育館